# Tacuarembó Fútbol Club
O Tacuarembó Fútbol Club é um clube de futebol uruguaio. Sua sede fica na cidade de Tacuarembó.

## História
Tal como o clube do interior Rocha, o Tacuarembó FC é uma super fusão de 21 clubes diferentes, e representa todo o departamento em que está situado, menos a cidade de Paso de los Toros. A equipe foi rebaixada para a Segunda Divisão depois de terminar em 15º na temporada 2010-11.

## Torcida

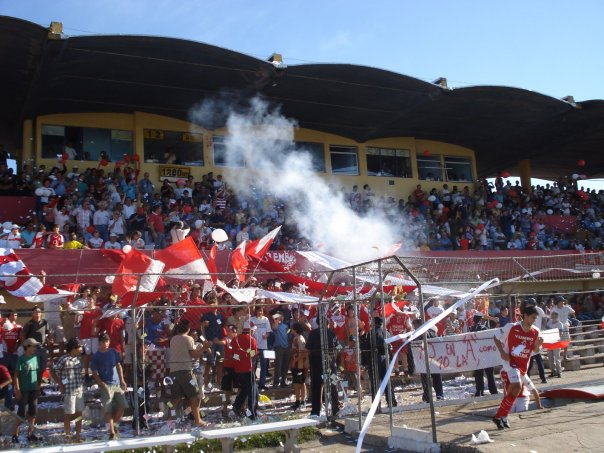
Torcida do Tacuarembó F.C.

A torcida do Tacuarembó F.C. é chamada de Lagartos del Norte, TacuaStones ou La Banda del Rafa.

### Rivalidades
A rivalidade histórica ao nível da cidade foi com Rivera (Uruguai) e também com a vizinha Paso de los Toros. Assim, nos primeiros anos de profissionalismo, o clube disputou com o clube Frontera de Rivera, porém a rivalidade durou muito pouco.
A rivalidade atual é com o Cerro Largo, no qual é conhecido como "O Classico do Norte"

## Títulos

### Nacionais
- Campeonato Uruguaio - 2ª Divisão: 1 (2013/14)
- Campeonato Uruguaio - 3ª Divisão: 1 (2022)